# Ludwig von Janowitz

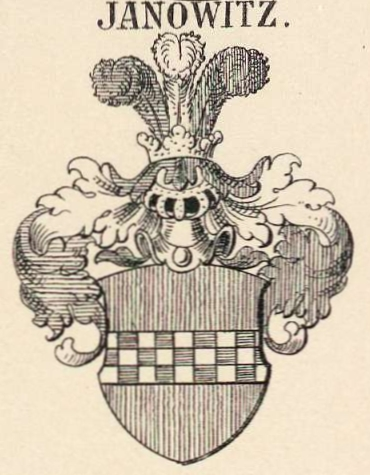
Wappen der Familie von Janowitz

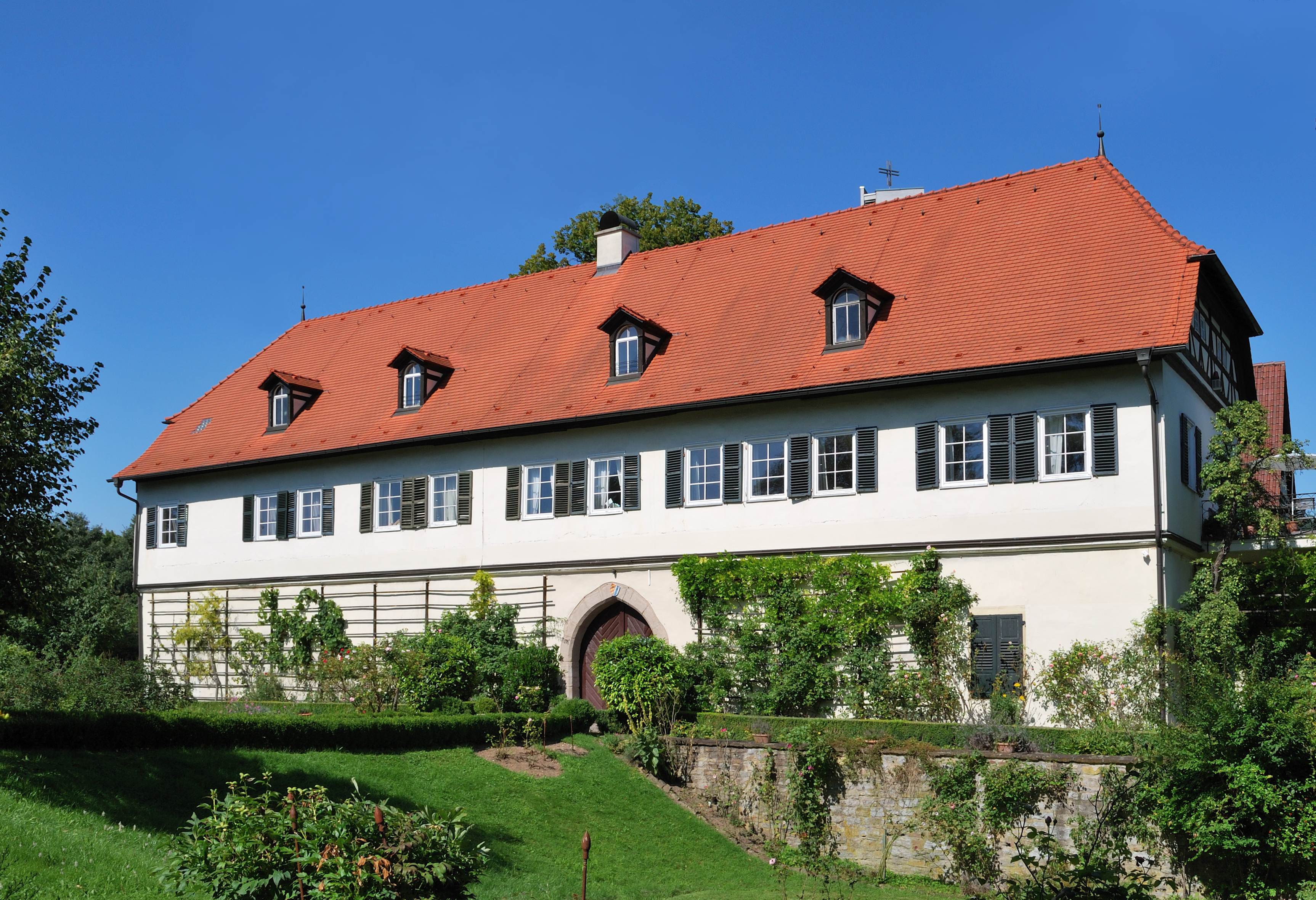
Schloss Ditzingen

Ludwig von Janowitz (* 29. April 1583 in Stuttgart; † 31. Mai 1641 in Regensburg) war ein württembergischer Verwaltungsbeamter, der einige Jahre vor Ende des Dreißigjährigen Krieges als Gesandter an einem Reichstag in Regensburg teilnahm, der vom Kaiser nach Abschluss des Prager Friedens für das Jahr 1640 einberufen worden war. Janowitz verstarb während des Reichstags überraschend und wurde daraufhin als erster Gesandter auf dem Hof südlich hinter der 10 Jahre zuvor fertig gestellten Dreieinigkeitskirche begraben. Dieser Hinterhof der Kirche entwickelte sich später zum heutigen Gesandtenfriedhof. Die Janowitz-Grabplatte mit Inschrift ist dort noch heute erhalten. Bereits vor dem Gesandten Janowitz waren während der Kämpfe des Dreißigjährigen Krieges in Regensburg einige Militärpersonen auf dem Areal hinter der Kirche begraben worden. Ihre Grabstätten sind nicht erhalten, wurden aber auf einem alten Plan verzeichnet. 
Mit weiteren Begräbnissen von Gesandten und deren Angehörigen, mit den erhaltenen Grabplatten und Inschriften entwickelte sich diese Begräbnisstätte auf dem  Hinterhof der Dreieinigkeitskirche in den folgenden Jahrzehnten zu einer außergewöhnlichen Begräbnisstätte mit etwas mehr als 100 Grabstätten, ausgestattet mit 20 erhaltenen großen Barock-Epitaphien auf engem Raum. Neben ca. 50 Gesandten wurden hier auch deren Angehörige und einige andere Personen bestattet.

## Leben
Ludwig von Janowitz war ein Sohn des württembergischen Hofmeisters und Obervogts zu Bietigheim, Sachsenheim und Gröningen Hermann von Janowitz, gen. Böheim († 1598) und seiner Frau Agnes, geb. von Sternenfels. Er war der Enkel von Wilhelm von Janowitz und war verheiratet (1) zunächst mit Catharina von Schilling von Canstatt und dann (2) mit Ursula Sibylla von Hallweil und hatte 6 Kinder.
Nach dem Besuch des Pädagogiums in Stuttgart studierte Janowitz Philosophie und Rechtswissenschaften an der Universität Tübingen (Immatrikulation am 12. Januar 1600), ab 1601 an der Universität Straßburg und 1602 an der Universität Pont-à-Mousson. Reisen führten ihn anschließend nach Paris und Orléans, wo er sich etwa ein Jahr aufhielt, sowie über Calais und Dover nach England. Dort besuchte er unter anderem die Universitätsstadt Oxford. Nach seiner Rückkehr trat Janowitz 1605 in den Dienst des Herzogs von Württemberg. Er wurde 1607 Mitglied des Oberrats und später Obervogt in Kirchheim unter Teck. 1634 schied er vorübergehend aus dem Staatsdienst aus, trat aber schon vier Jahre später wieder als Ober- und Justizrat ein.
Ludwig von Janowitz war Besitzer des Schlosses in Ditzingen, das die Familie seit 1550 als württembergisches Mannlehen besaß.

## Gesandter in Regensburg und Tod
1640 wurde Janowitz als Gesandter zu einem von Kaiser Ferdinand III. zum September 1640 einberufenen Reichstag in Regensburg entsandt. Auf diesem Reichstag sollten unerfreuliche Situationen und Probleme beraten werden, die für die am  Prager Friedensschluss beteiligten Parteien für den weiteren Verlauf des  Dreißigjährigen Krieges bereits entstanden oder noch zu erwarten waren, zumal sich schon bald zeigte, dass Frankreich und Schweden nicht bereit waren, den Krieg gegen den Kaiser einzustellen.
Janowitz starb aber bereits im Mai des folgenden Jahres 1641 während eines überraschenden, letztlich aber erfolglosen militärischen Angriffs eines schwedischen Heeres unter General Johan Banér. Die schwedischen Angreifer mussten sich auf eine harmlose Beschießung der Stadt vom Nordufer der Donau aus beschränken, weil das dünne Eis der Donau nicht überwunden und das Stadtgebiet nicht erreicht werden konnte.

## Begräbnis und Grabstätte
Das Begräbnis von Janowitz konnte nicht auf dem üblichen städtischen Peters-Friedhof erfolgen, denn dieser Friedhof war von der protestantischen Stadtregierung aus hygienischen Gründen außerhalb der Stadtmauern errichtet worden und konnte wegen vagabundierender schwedischer Angreifer  nicht gefahrlos genutzt werden. Man entschloss sich zu einem Begräbnis auf dem südlichen Kirchhof hinter der 1627–1631 neu erbauten Kirche zur Heyligen Dreyfaltigkeit, der heutigen Dreieinigkeitskirche. Der schmale Kirchhof hinter der Kirche war bereits während des frühen Dreißigjährigen Kriegs im Laufe der Kämpfe um Regensburg nach 1633 als Ausweichgrabstätte für einige außerhalb der Stadtmauern gelegene, zerstörte und geplünderte Grabstätten von reichen Exulaten genutzt worden, die geholfen hatten, den Bau der Kirche zu finanzieren. Wie ein damaliger Pfarrer in seinem Tagebuch festgehalten hat, war dort damals auch  auf dem vom Pfarrer so genannten schmalen Gang hinter unseren neuen Kirche als erste Grabstätte (ohne Denkmal) 1633 bereits die Grabstätte für den protestantischen, schwedischen Offizier Oberstleutnant Nordhausen entstanden, der während der Vertreibung der bayerischen Besatzungstruppen aus Regensburg bei der Eroberung des Ostentors im November 1633 ums Leben gekommen war. Nach dem schwedischen Offizier Nordhausen wurde 1635 auch der in Regensburg auf Befehl des Kaisers hingerichtete General Schaffgotsch auf dem Hof hinter der neuen Kirche begraben. Schaffgotsch war sehr beliebt bei der Bevölkerung und sein Grabplatz wurde häufig besucht.
im September wurde der Reichstag beendet.
Ludwig von Janowitz war dann 1641 der erste Gesandte, der ebenfalls hier begraben wurde. Ihm sollten nach Beginn des Immerwährenden Reichstages noch viele verstorbene Gesandten folgen. Mit dem Eintrag seines Names beginnt das als Original erhaltene, handschriftliche aber erst zum Ende des 17. Jhd. entstandene Begräbnisverzeichnis, in dem sein Name unter der Nr. 1 festgehalten ist.
Nach dem Janowitz-Begräbnis wurden ab 1643 weitere Begräbnisse auf dem Kirchhof zunächst verboten, jedoch nach 1653 in Einzelfällen wieder aufgenommen. Im Laufe des Immerwährenden Reichstags wurden auf dem Kirchhof bis zum Ende des Reichstags 1806 weitere ca. 50 Gesandte und ca. 100 Angehörige von Gesandten begraben. Heute wird diese Begräbnisstätte als Gesandtenfriedhof bezeichnet. Die große, teilweise gebrochene Janowitz-Grabplatte mit Wappenfeld und mühsam noch lesbarer deutscher Inschrift ist als ältestes Grabdenkmal auf dem Gesandtenfriedhof erhalten.